# Augulaspis nudata
Augulaspis nudata är en insektsart som först beskrevs av Robert Newstead 1911.  Augulaspis nudata ingår i släktet Augulaspis och familjen pansarsköldlöss.
Artens utbredningsområde är Tanzania. Inga underarter finns listade i Catalogue of Life.